# サウス・バイ・サウスウエスト
サウス・バイ・サウスウエスト（英語：South by Southwest、略記：SXSW）は、毎年3月にアメリカ合衆国テキサス州オースティンで行なわれる、音楽祭・映画祭・インタラクティブフェスティバルなどを組み合わせた大規模イベント。一般的な音楽フェスティバルと異なり、業界人向けの見本市という側面も持つイベントである。1987年に音楽祭として始まり、毎年規模を拡大している。主催はSXSW社。

## 沿革
- 1987年 - 音楽祭として始まる。
- 1994年 - この年から映画祭を同時開催。
- 1998年 - この年からインタラクティブフェスティバルを同時開催（当時の名称は「SXSWマルチメディア」）。
- 2007年 - この年のインタラクティブフェスティバルで、ツイッターがブログ関連の賞を受賞、世界的に注目を集めるきっかけになった。
- 2020年 - 新型コロナウイルスの世界的な感染拡大を受け、開催中止。

## 概要

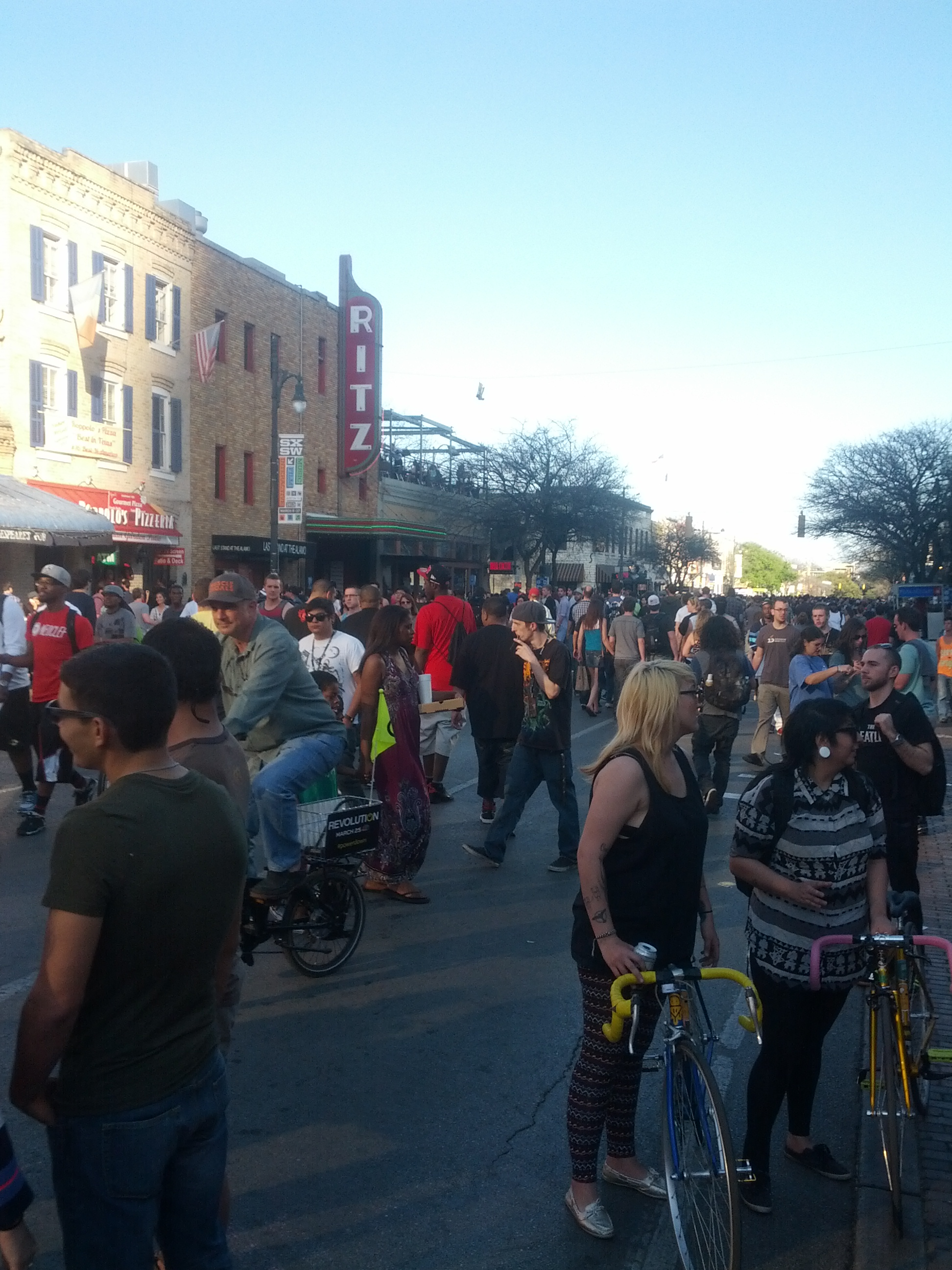
2013年SXSW会期中のオースティン市街地6丁目の様子

### SXSWミュージック
SXSWミュージックは2014年には2,000以上の演奏が行われた、世界最大規模の音楽祭である。参加登録者は1987年の700名から現在は 50,000名以上に拡大。日本からは過去にNUMBER GIRL、氣志團、東京スカパラダイスオーケストラ、OKAMOTO'S、Perfume、YOSHIKI（X JAPAN）、［Alexandros］、水曜日のカンパネラ、神野美伽、CHAI、Tokyo Chaotic!!!（現King Gnu）、Vaundy、millennium parade、Awich、D.A.N.、由薫、打首獄門同好会なども参加。

### SXSWフィルム
SXSWフィルムは幅広い層の映画製作者を集めている。業界のリーダーや監督などの基調講演、パネルディスカッション、ワークショップ、セミナーなどが行われている。さまざまな作品の上映や評価が行われる。2015年には候補7,361作品から選ばれた150作品が上映された。

### SXSWインタラクティブ
SXSWインタラクティブはもともと、インターネット関連の新技術企業の祭典であったが、現在は新しい事業アイデアや創造的な技術を持つ新興企業のイベントとなっている。展示会、講演会、パーティー、新興企業コンテストなどが開催されている。

### SXSWコメディ
2016年以前も存在していたが、2017年からミュージック、フィルム、インタラクティブに並ぶフェスティバルとしてスタート。

### SXSWゲーム賞
2014年から、その年の卓越したビデオゲームにおける業績に対しSXSWゲーム賞が授与される。

## ギャラリー

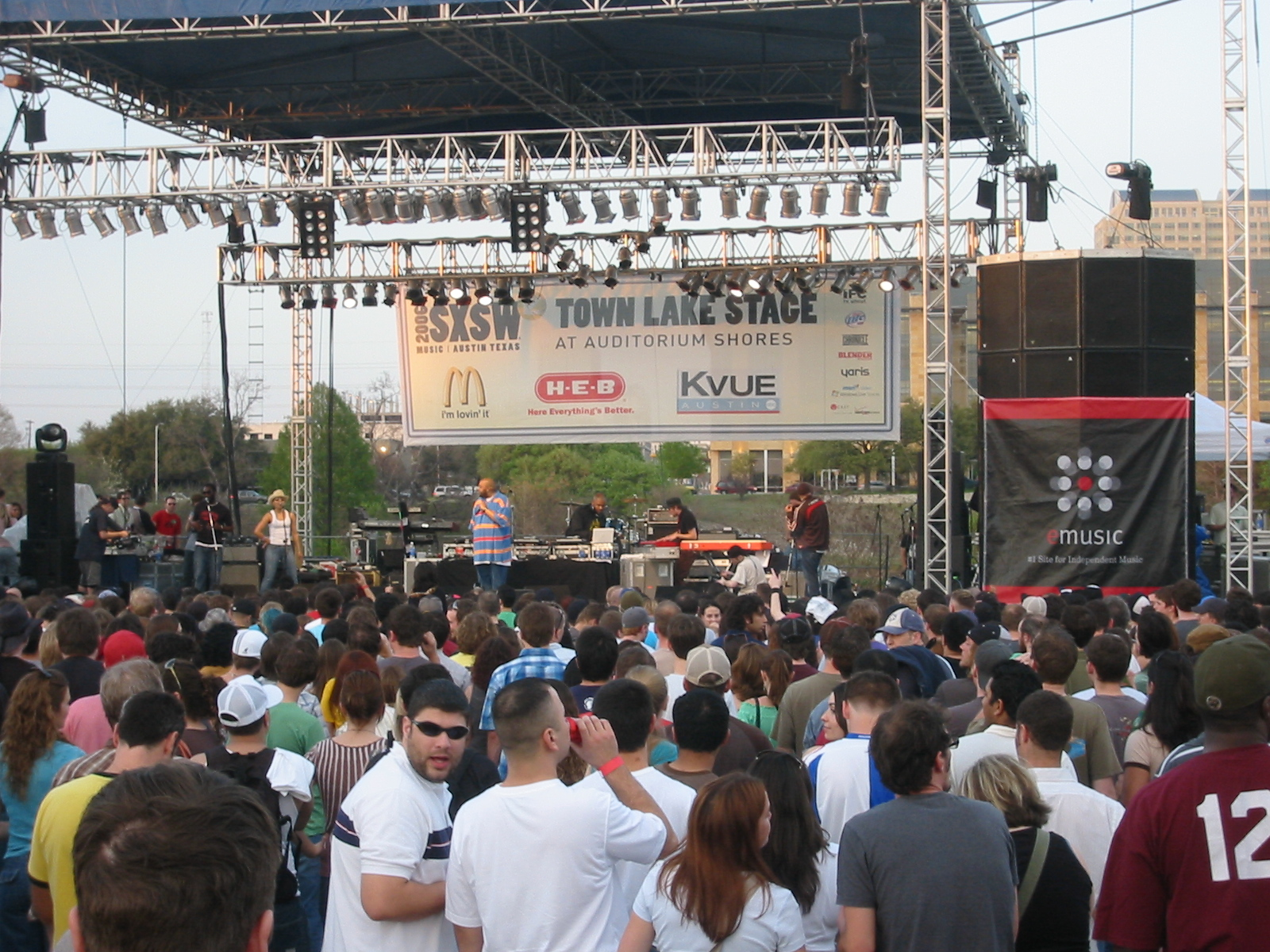
2006
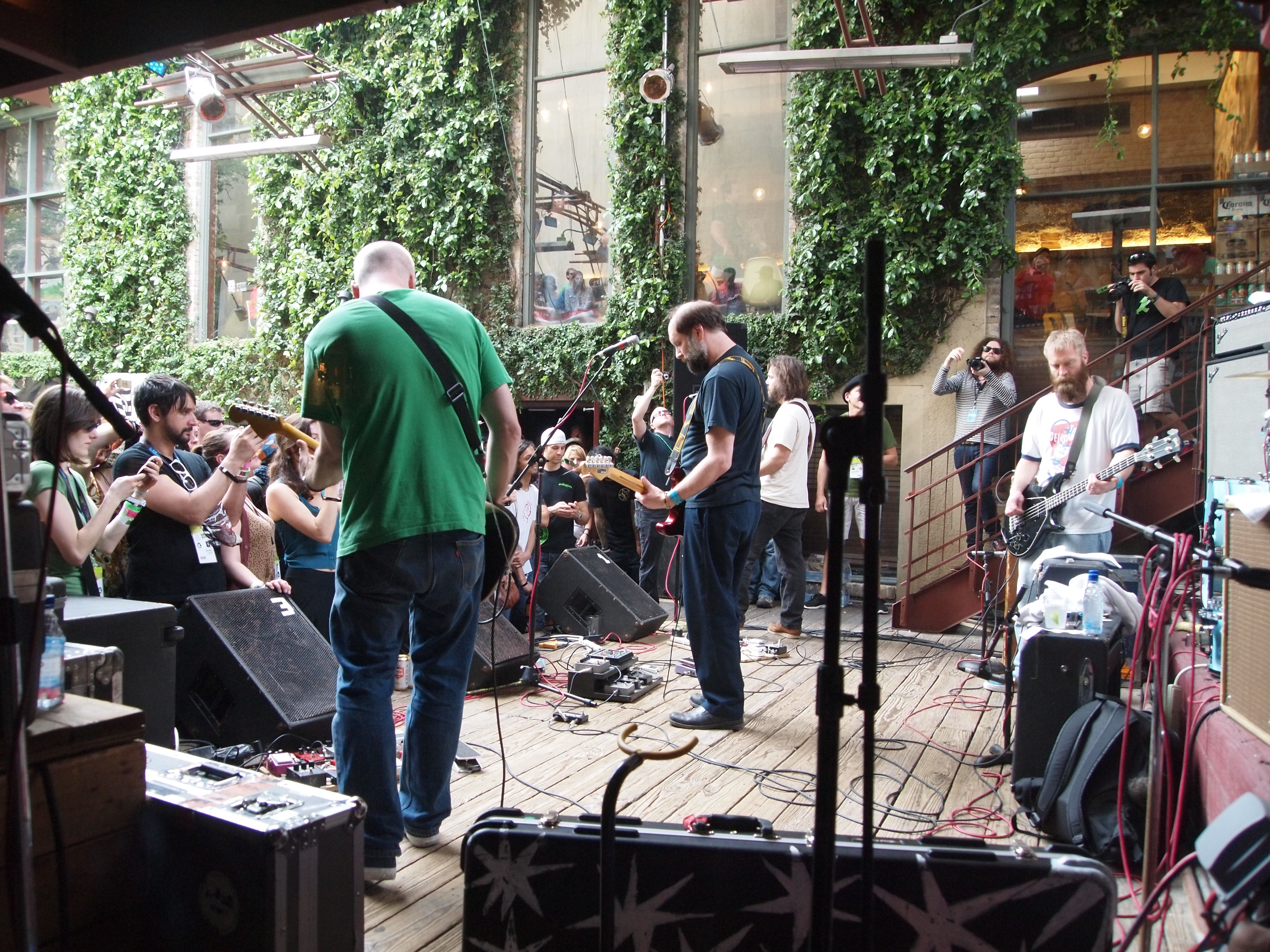
2012
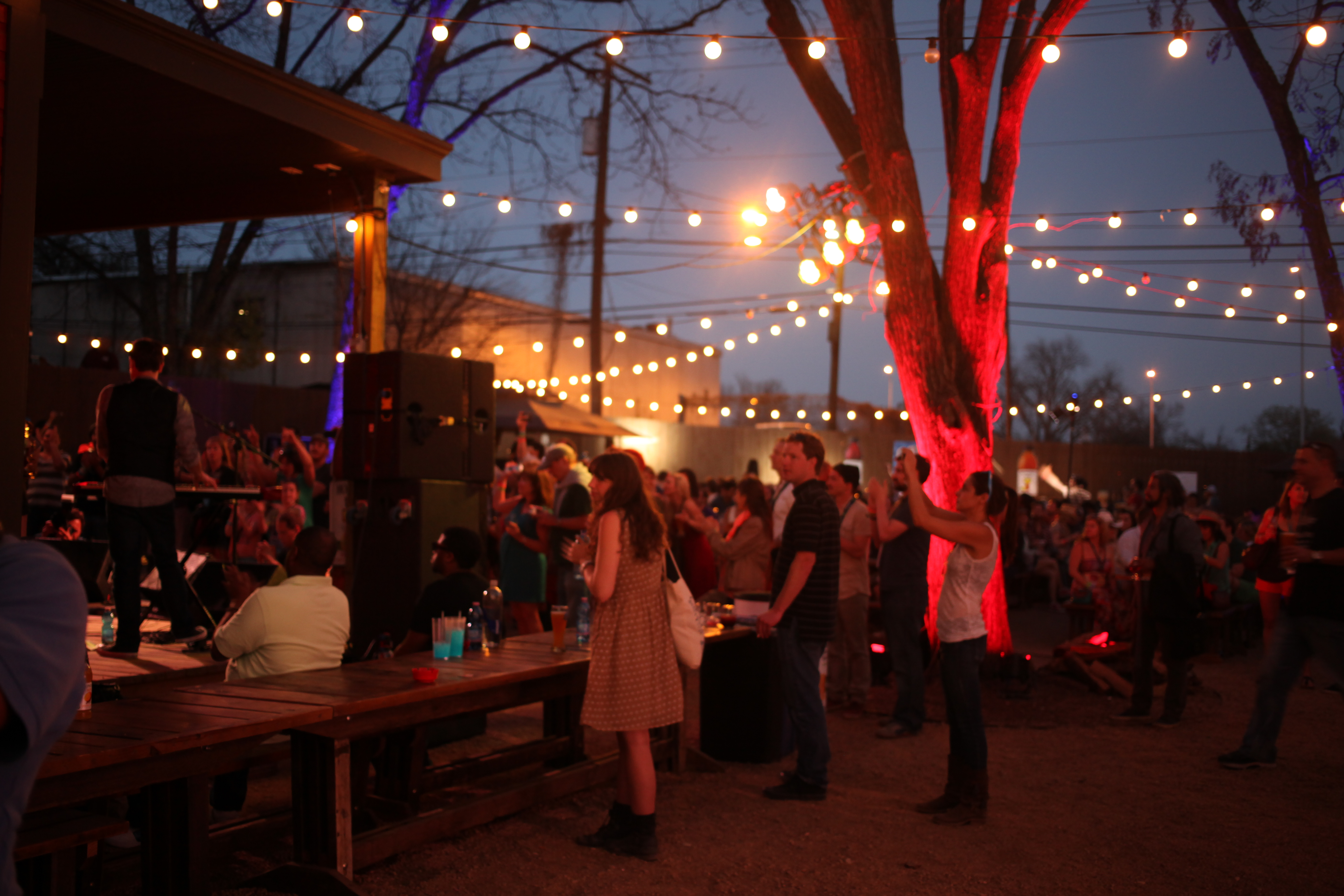
2013
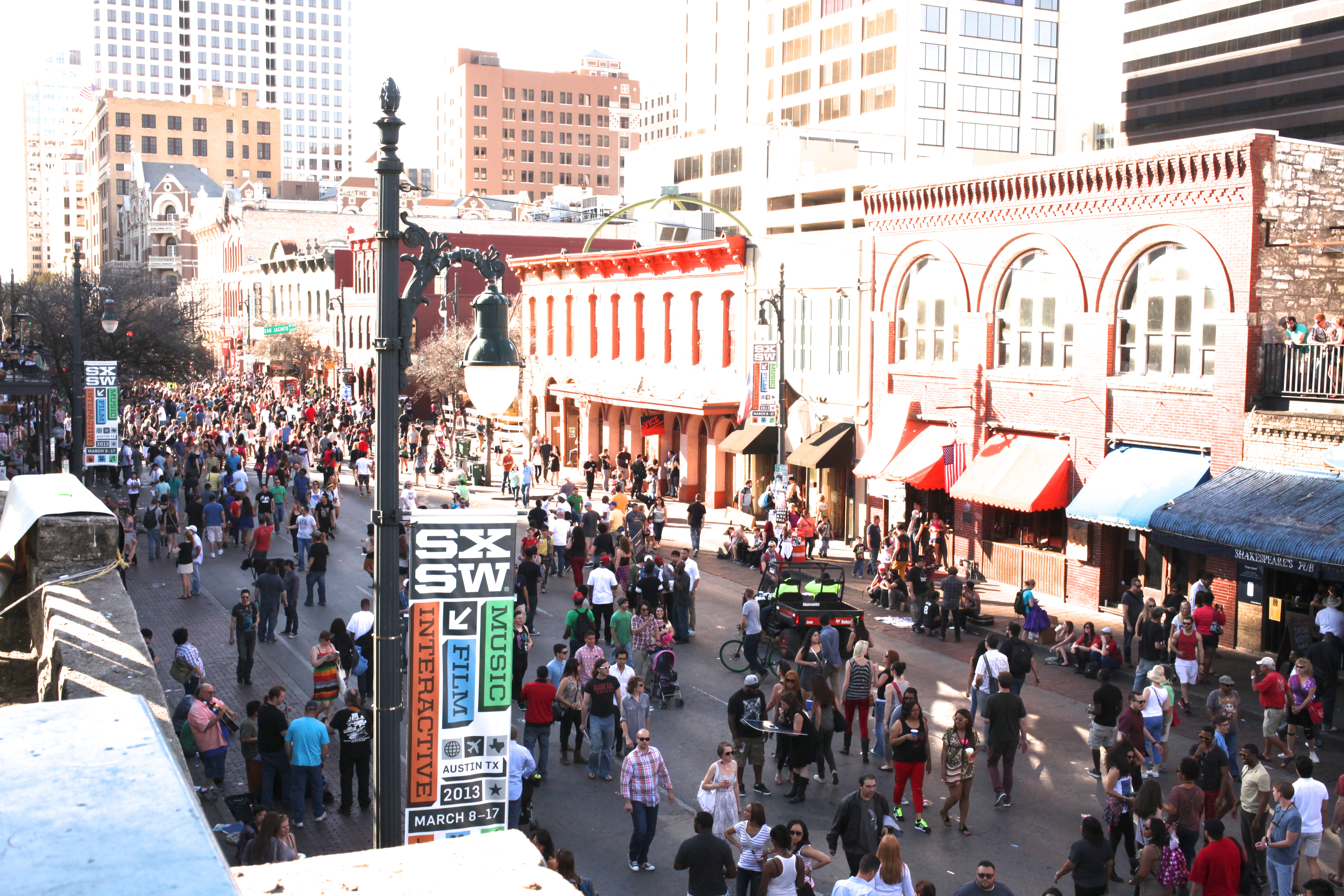
2013
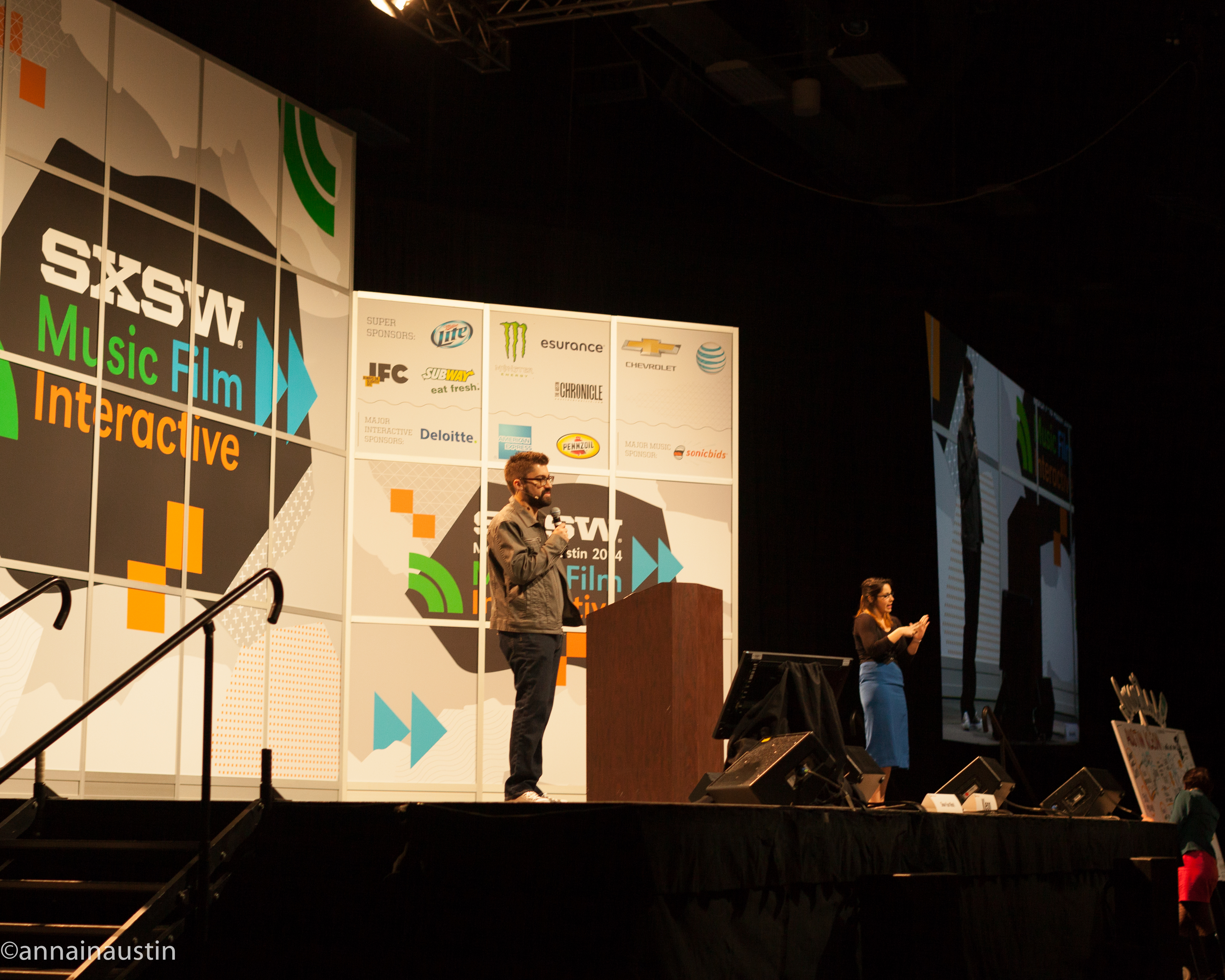
2014
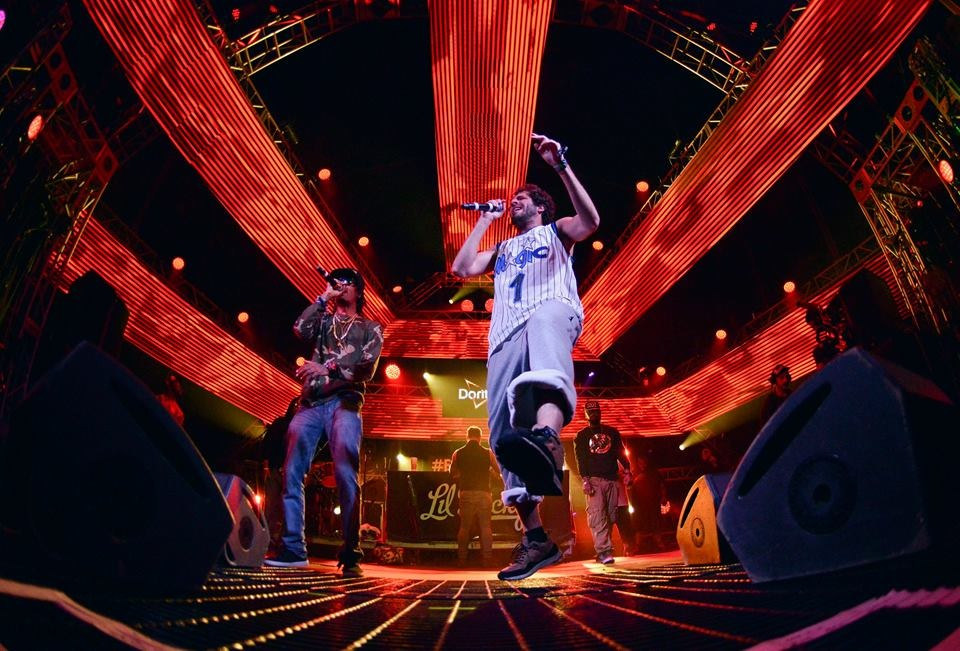
2014
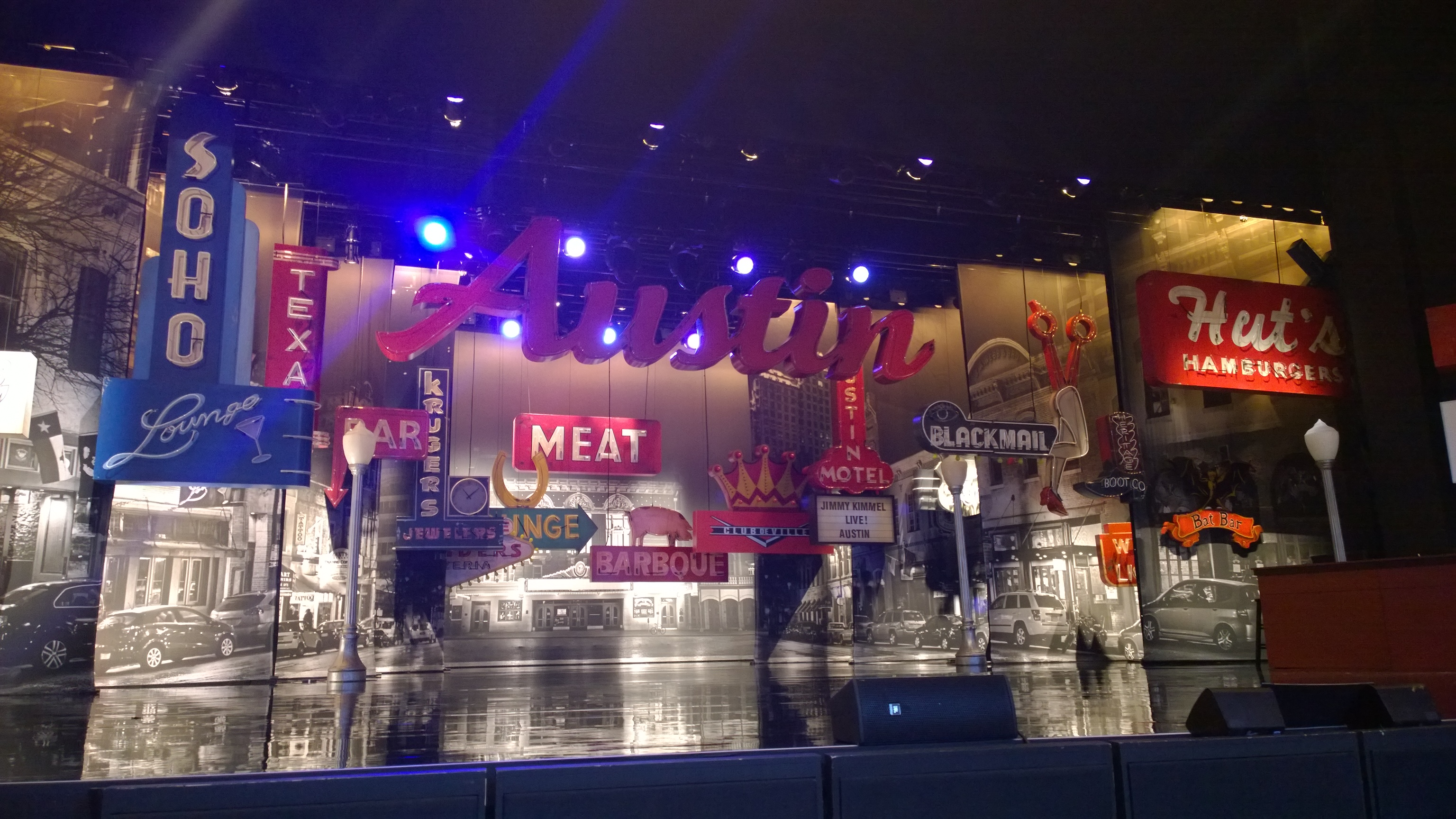
2014
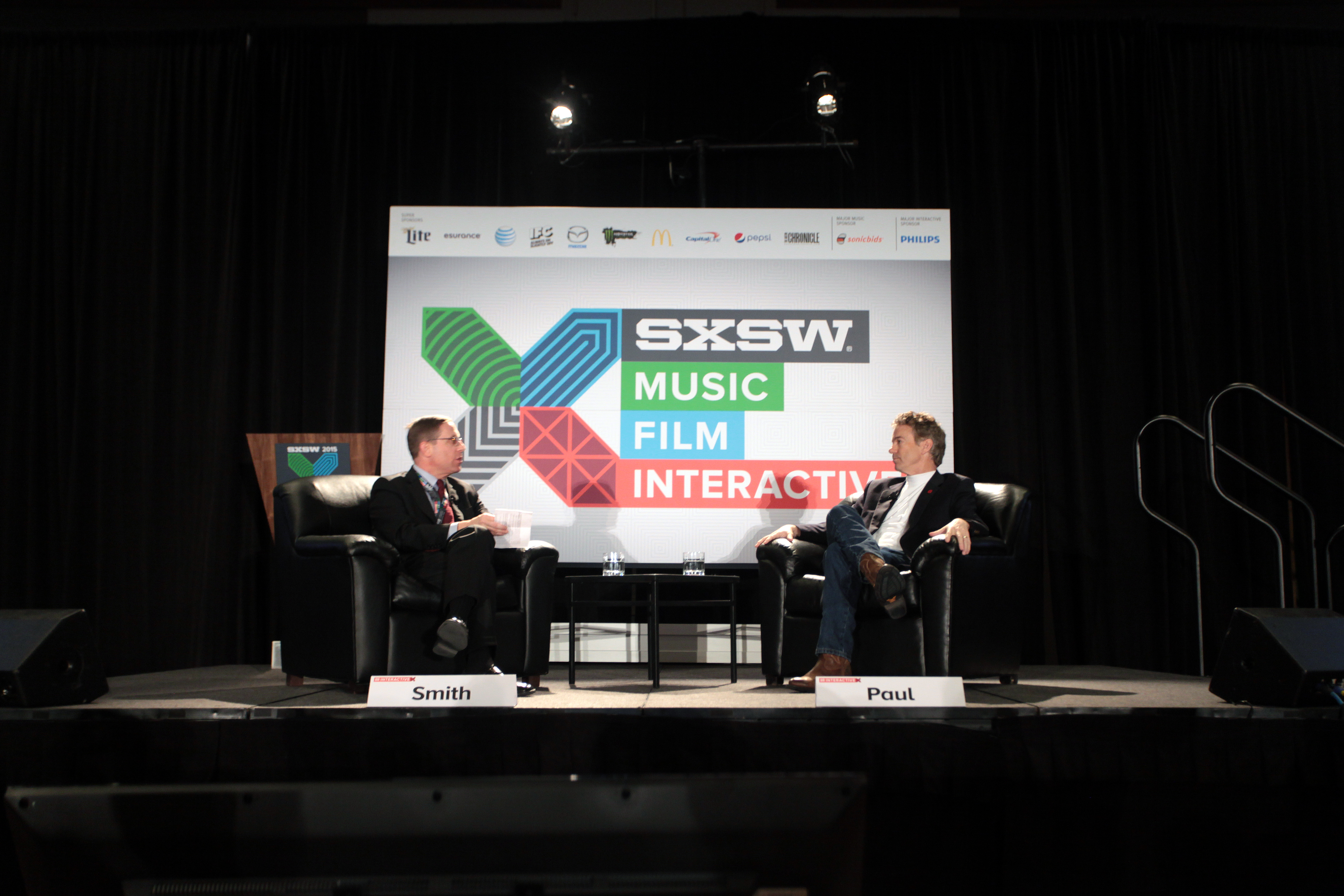
2015
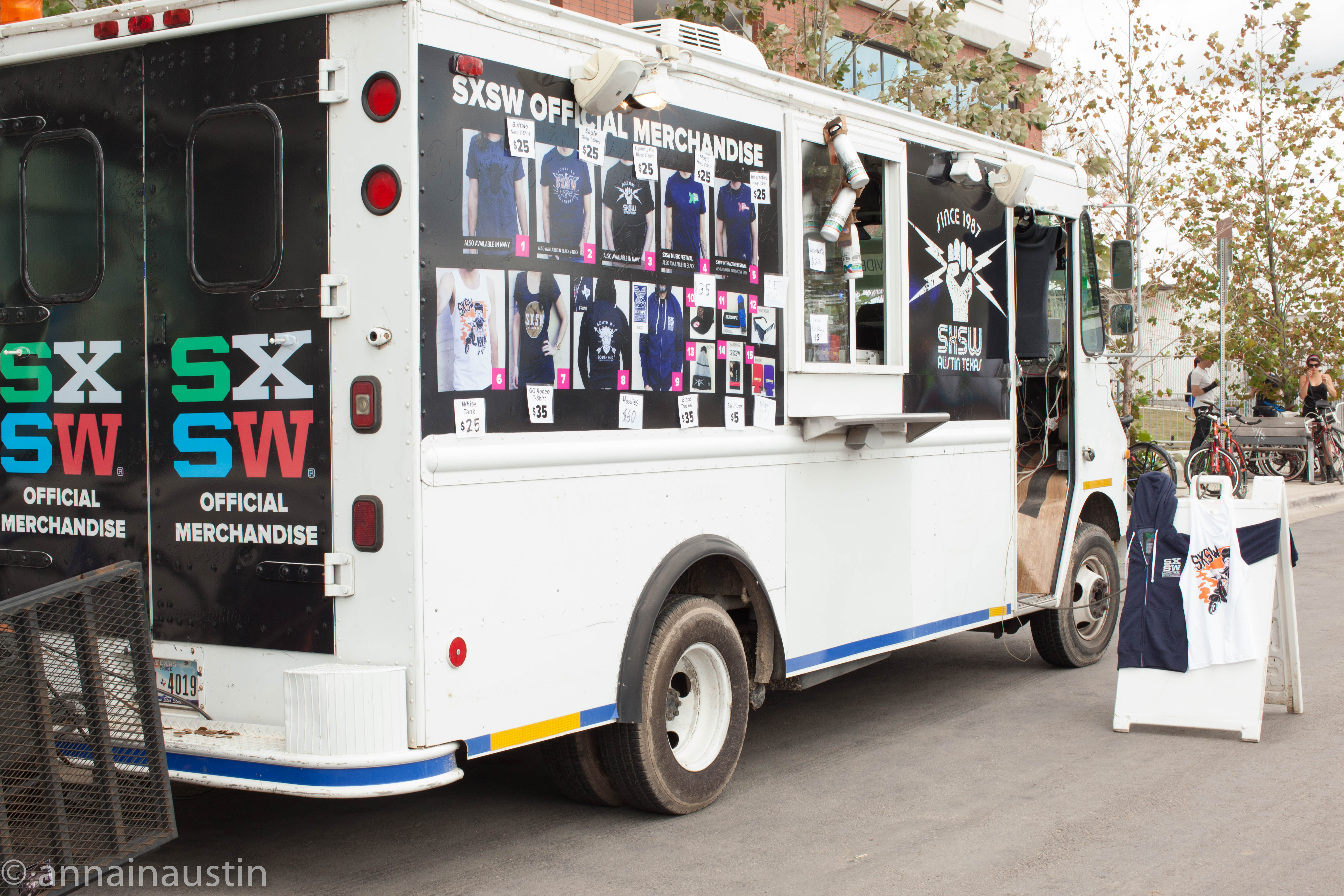
2015
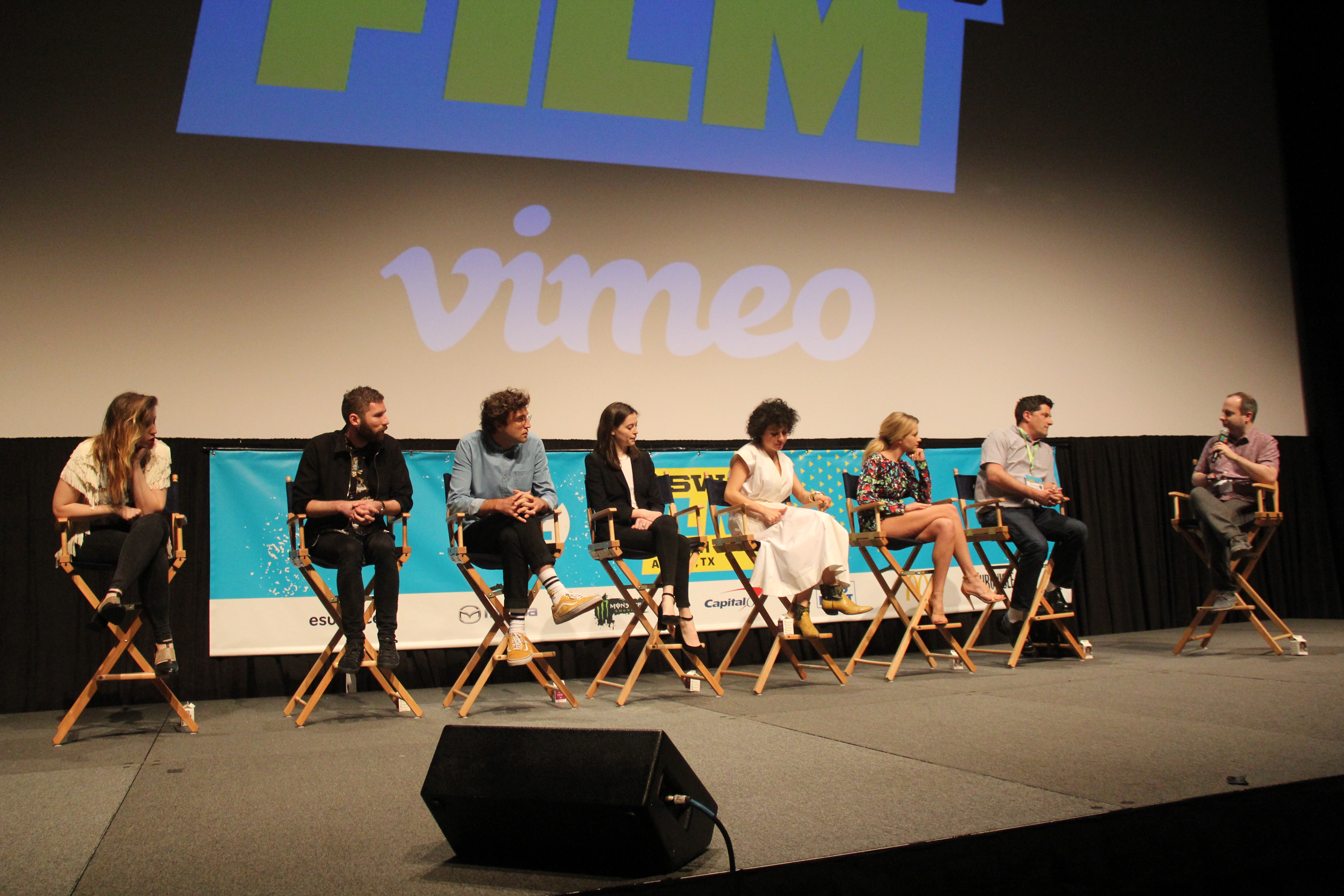
2016
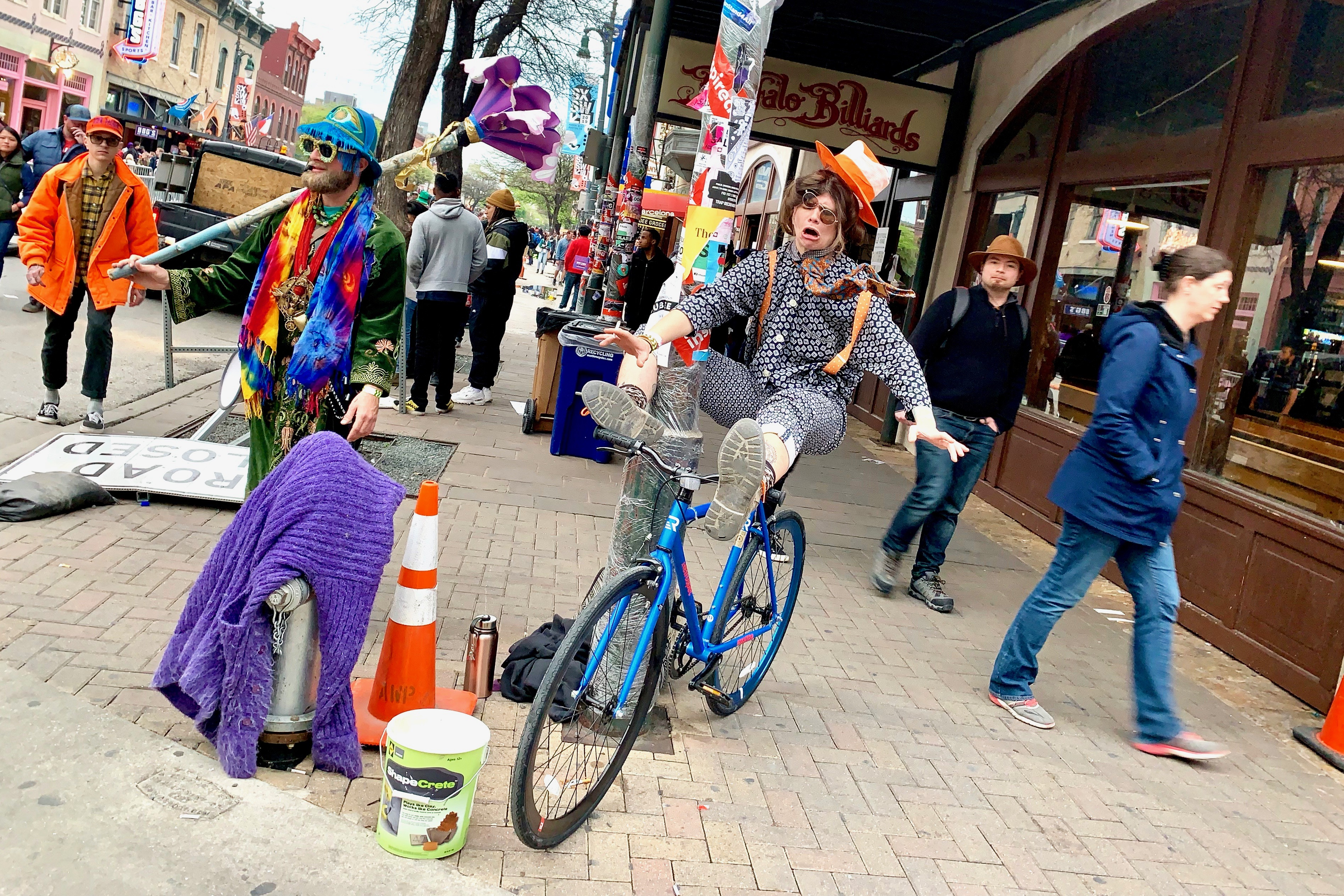
2019